# Skirt, hirari
Skirt, hirari (スカート、ひらり?, Sukāto, hirari, lett. "La gonna, con leggiadria") è il secondo singolo discografico del gruppo di idol giapponesi AKB48, pubblicato dall'etichetta indipendente AKS il 7 giugno 2006. Il singolo è arrivato alla tredicesima posizione della classifica dei singoli più venduti della settimana Oricon.

## Tracce
CD singolo
1. Skirt, hirari (スカート、ひらり) – 4:02 (testo: Yasushi Akimoto – musica: Mio Okada)
2. Aozora no soba ni ite (青空のそばにいて) – 5:08 (testo: Yasushi Akimoto – musica: Yūichi Yaegashi)
3. Skirt, hirari (Karaoke version) – 4:02
4. Aozora no soba ni ite (Karaoke version) – 5:08

Durata totale: 18:20

## Formazione
All'incisione della title track del singolo hanno partecipato sette membri facenti parte del Team A:
- Atsuko Maeda (center)
- Minami Takahashi (center)
- Tomomi Itano
- Haruna Kojima
- Rina Nakanishi
- Risa Narita
- Mai Ōshima

All'incisione del lato B hanno partecipato i seguenti membri:
- Natsumi Hirajima
- Michiru Hoshino
- Tomomi Itano
- Nozomi Kawasaki
- Haruna Kojima

- Hitomi Komatani
- Atsuko Maeda
- Kayano Masuyama
- Minami Minegishi
- Rina Nakanishi

- Risa Narita
- Ayumi Orii
- Tomomi Ōe
- Mai Ōshima
- Yukari Satō

- Minami Takahashi
- Hana Tojima
- Kazumi Urano
- Yuki Usami
- Shiho Watanabe

## Classifiche
| Classifica (2006) | Posizione più alta |
| ----------------- | ------------------ |
| Giappone          | 13                 |